# Cheval de Tchebychev

Cheval de Tchebychev

Le cheval de Tchebychev est une liaison mécanique qui convertit un mouvement de rotation en un mouvement proche de la ligne droite.
Il a été inventé au XIXe siècle par le mathématicien Pafnouti Tchebychev qui a étudié les problèmes de la mécanique cinématique. Un des problèmes était la construction d'une liaison qui convertit un mouvement de rotation en un mouvement rectiligne. Ce problème a aussi été étudié par James Watt lors de son amélioration des machines à vapeur. Ce mécanisme est plus précis mais moins pratique d'utilisation que le mécanisme de Watt qui lui est antérieur. Il a néanmoins connu des applications industrielles. Par la suite, des mécanismes tels que le dispositif de Peaucellier-Lipkin ont été inventés qui donnent une sortie rigoureusement rectiligne.